# جيوفاني برونو
جيوفاني برونو (بالإيطالية: Giovanni Bruno)‏ (30 يناير 1980 بباري في إيطاليا - ) هو لاعب كرة قدم إيطالي في مركزي الظهير والدفاع. لعب مع نادي ريجيانا 1919 ونادي فروسينوني ونادي كومو وASD Barletta 1922 ‏ وVastese Calcio 1902 ‏ وASD Martina Calcio 1947 ‏ ونادي بوتنزا وAtletico Roma FC ‏.

## وصلات خارجية
- جيوفاني برونو على موقع قاعدة بيانات كرة القدم.إي يو (الإنجليزية)
- جيوفاني برونو على موقع Soccerway.com (الإنجليزية)